# Campionati europei di pugilato dilettanti femminili 2001
I Campionati europei di pugilato dilettanti femminili 2001 si sono tenuti a Saint-Amand-les-Eaux, Francia, dal 10 al 14 aprile 2001. È stata la 1ª edizione della competizione femminile organizzata dall'organismo di governo europeo del pugilato dilettantistico, EUBC.

## Podi
| Specialità                  | Oro                 | Argento              | Bronzo                                  |
| Pesi paglia (kg 45)         | Oria Mamhoud        | Maria Narozsnik      | Yelena Sabitova Ergun Hulya             |
| Pesi mosca leggeri (kg 48)  | Hülya Şahin         | Vanessa Berteaux     | Rita Takacs Paleologou Eleftheria       |
| Pesi mosca (kg 50)          | Hasibe Özer         | Dagmar Koch Germania | Viktoria Milo Viktoriya Usachenko       |
| Pesi gallo (kg 54)          | Yelena Karpecheva   | Audrey Garcia        | Camilla Munsterhjelm Kalliopi Geitsidou |
| Pesi piuma (kg 57)          | Henriette Birkeland | Zsuzsana Szuknai     | Galina Radionova Camilla Karlsson       |
| Pesi leggeri (kg 60)        | Tatyana Chalaya     | Elena Hadji          | Marina Chatzopoulou Nacéra Baghdad      |
| Pesi superleggeri (kg 63.5) | Myriam Lamare       | Nikoletta Gavka      | Eva Wahlström Yuliya Nemtsova           |
| Pesi welter (kg 67)         | Irina Sineckaja     | Esther Durand        | Ivett Pruzsinsky Hanne Rahkola          |
| Pesi superwelter (kg 71)    | Olga Slavinskaya    | Nurhayat Hicyakmazer | Anita Ducza Emilie Cuenin               |
| Pesi medi (kg 75)           | Svetlana Andreyeva  | Anna Laurell         | Iryna Karabelnikova Mehtap Bakis        |
| Pesi massimi (kg 91)        | Olga Domuladyanova  | Stéphanie Bof        | Non assegnato                           |

## Medagliere
Nazione ospitante 
| Posiz. | Nazione   | Oro | Argento | Bronzo | Totale |
| ------ | --------- | --- | ------- | ------ | ------ |
| 1      | Russia    | 6   | 0       | 4      | 10     |
| 2      | Francia   | 2   | 4       | 2      | 8      |
| 3      | Turchia   | 2   | 1       | 2      | 5      |
| 4      | Norvegia  | 1   | 0       | 0      | 1      |
| 5      | Ungheria  | 0   | 2       | 4      | 6      |
| 6      | Grecia    | 0   | 1       | 3      | 4      |
| 7      | Svezia    | 0   | 1       | 1      | 2      |
| 8      | Germania  | 0   | 1       | 0      | 1      |
| 8      | Moldavia  | 0   | 1       | 0      | 1      |
| 10     | Finlandia | 0   | 0       | 3      | 3      |
| 11     | Ucraina   | 0   | 0       | 1      | 1      |
|        | Totale    | 11  | 11      | 22     | 42     |